# Mariano Díaz Mejía
Mariano Díaz Mejía (Premià de Mar, 1 de agosto de 1993), mais conhecido como Mariano, é um futebolista dominicano nascido na Espanha que atua como centroavante. Atualmente, joga no Alavés.

## Títulos
Real Madrid
- Troféu Santiago Bernabéu: 2016
- Liga dos Campeões da UEFA: 2016–17 e 2021–22
- Copa do Mundo de Clubes da FIFA: 2016, 2022
- Campeonato Espanhol: 2016–17, 2019–20, 2021–22
- Supercopa da Espanha: 2019–20
- Supercopa da UEFA: 2022
- Copa do Rei: 2022–23